# Delia coronariae
Delia coronariae är en tvåvingeart som först beskrevs av Friedrich Georg Hendel 1925.  Delia coronariae ingår i släktet Delia och familjen blomsterflugor. Inga underarter finns listade i Catalogue of Life.